# CA-801
La CA-801 es una carretera autonómica de Cantabria perteneciente a la Red Local y que sirve de acceso a la población de Corral.

## Nomenclatura

Indicador

Su nombre está formado por las iniciales CA, que indica que es una carretera autonómica de Cantabria, y el dígito 801 es el número que recibe según el orden de nomenclaturas de las carreteras de la comunidad autónoma. La centena 8 indica que se encuentra situada en el sector comprendido entre la carretera nacional N-634 al norte, el límite provincial al oeste y sur, y la carretera nacional N-611 al este.

## Historia
Su denominación anterior era SV-2008.

## Trazado actual
Tiene su origen en la intersección con la CA-283 situada en el núcleo de Yermo y su final en Corral, ambas localidades situadas en el término municipal de Cartes, municipio por el que discurre la totalidad de su recorrido de 1,6 kilómetros. El trazado se inicia descendiendo hasta cruzar sobre el arroyo de Río Chico, afluente por la margen izquierda del río Besaya, para seguir ascendiendo a media ladera cruzando sobre otros cauces menores, afluentes del mencionado arroyo.
Su inicio se sitúa a una altitud de 117 m s. n. m. y el fin de la vía está situado a 192 m s. n. m. cruzando sobre el arroyo de Río Chico a la cota 104 m s. n. m., punto más bajo de la carretera.
La carretera tiene dos carriles, uno para cada sentido de circulación, y una anchura total de 5,5 metros sin arcenes.

## Actuaciones
En el año 2006, durante el III Plan de Carreteras de Cantabria, se procedió a la mejora de la plataforma de esta carretera.

## Transportes
No hay líneas de transporte público que recorran la carretera CA-801. si bien en la intersección con la CA-283 se sitúa una parada de autobús de la siguiente línea:
- Autobuses Aranda Calderón: Torrelavega - Cos.[6]

## Recorrido y puntos de interés
En este apartado se aporta la información sobre cada una de las intersecciones de la CA-841 así como otras informaciones de interés.
| Esquema         | PK  | Sentido Corral (creciente) | Sentido Corral (creciente) | Sentido Corral (creciente)                          | Sentido Corral (creciente)                          | Sentido CA-283 (decreciente)                        | Sentido CA-283 (decreciente)                        | Sentido CA-283 (decreciente) | Sentido CA-283 (decreciente) | Incidencias |
| Esquema         | PK  | Velocidad                  | Elemento                   | Salida                                              | Salida                                              | Salida                                              | Salida                                              | Elemento                     | Velocidad                    | Incidencias |
| Esquema         | PK  | Velocidad                  | Elemento                   | Dir.                                                | Nombre                                              | Nombre                                              | Dir.                                                | Elemento                     | Velocidad                    | Incidencias |
| --------------- | --- | -------------------------- | -------------------------- | --------------------------------------------------- | --------------------------------------------------- | --------------------------------------------------- | --------------------------------------------------- | ---------------------------- | ---------------------------- | ----------- |
|                 | 0,0 |                            |                            |                                                     | CA-801 CORRAL SAN MIGUEL                            | CA-283 IBIO VIRGEN DE LA PEÑA                       |                                                     |                              |                              |             |
| CA-283 RIOCORVO | 0,0 |                            |                            |                                                     | CA-801 CORRAL SAN MIGUEL                            |                                                     |                                                     |                              |                              |             |
|                 | 0,2 |                            |                            | Arroyo de Río Chico                                 | Arroyo de Río Chico                                 | Arroyo de Río Chico                                 | Arroyo de Río Chico                                 |                              |                              |             |
|                 | 1,3 |                            |                            | CORRAL DE COHICILLOS                                | CORRAL DE COHICILLOS                                | CORRAL DE COHICILLOS                                | CORRAL DE COHICILLOS                                |                              |                              |             |
|                 | 1,6 |                            |                            | Final de la carretera en el núcleo urbano de Corral | Final de la carretera en el núcleo urbano de Corral | Final de la carretera en el núcleo urbano de Corral | Final de la carretera en el núcleo urbano de Corral |                              |                              |             |